# Clarence Oldfield
Clarence Winston Oldfield (Durban, 27 de novembre de 1899 - Durban, 14 de desembre de 1981) va ser un atleta sud-africà, que va competir a començaments del segle xx.
El 1920 va prendre part en els Jocs Olímpics d'Anvers, on disputà dues proves del programa d'atletisme. En la cursa del 4x400 metres relleus, formant equip amb Henning Dafel, Jack Oosterlaak i Bevil Rudd, guanyà la medalla de plata. En els 400 metres quedà eliminat en sèries. Quatre anys més tard, als Jocs de París, va disputar dues proves del programa d'atletisme. Tant en els 400 com en els 800 metres quedà eliminat en sèries.

## Millors marques
- 400 metres. 49.0" (1924)
- 800 metres. 1' 56.1" (1923)[1][2]